# Пацула Сергій Васильович
Сергі́й Васи́льович Пацу́ла (18 вересня 1984, м. Баштанка, Миколаївська область, Українська РСР — 31 січня 2017, с. Тоненьке, Ясинуватський район, Донецька область, Україна) — український військовослужбовець, десантник, солдат Збройних сил України, учасник російсько-української війни.

## Життєпис
Народився 1984 року в місті Баштанка на Миколаївщині. 2000 року закінчив Баштанську загальноосвітню школу № 2. Продовжив навчання у професійно-технічному училищі № 9, де здобув фах «муляр-штукатур, лицювальник-плиточник». З 2006 року працював робітником на Баштанській птахофабриці.
11 серпня 2015 року призваний за частковою мобілізацією, 12 серпня 2016 підписав контракт на подальшу службу.
Солдат, номер обслуги (САУ 2С1 «Гвоздика») 3-ї гаубичної самохідної артилерійської батареї 80-ї окремої десантно-штурмової бригади.
Брав участь в антитерористичній операції на Сході України. 18 грудня 2016 був нагороджений медаллю дивізіону «Відвага. Честь. Відповідальність».
Загинув 31 січня 2017 року близько 23:00 в результаті артилерійського обстрілу поблизу с. Тоненьке Ясинуватського району Донецької області. Коли раптово розпочався обстріл, водій «Уралу» кинувся забирати бійців, які після виконання бойового завдання поверталися на базу. Вони розповіли як снаряди один за одним падали навздогін. Сергій же, перед самим вибухом, що став фатальним для нього, миттю відреагував і змусив хлопців своєчасно впасти на дно кузова, фактично прикривши своїх побратимів. Смертельними для бійця стали два уламки ворожого снаряду, один з яких потрапив під серце.
Похований у секторі військових поховань на новому кладовищі міста Баштанки.
Залишилися мати Галина Василівна, сестра, брат, дружина Вікторія, четверо власних дітей віком до 10 років та двоє прийомних дітей: доньки Катерина (20 років) і Владислава (4 роки), сини Сергій (21 рік), Олександр (10 років), Василь (7 років) і Ваня (3 роки).

## Нагороди та вшанування
- Указом Президента України № 22/2017 від 1 лютого 2017 року, «за особисту мужність і самовідданість, виявлені у захисті державного суверенітету та територіальної цілісності України, вірність військовій присязі», нагороджений орденом «За мужність» III ступеня (посмертно)[4].
- Вшановується в меморіальному комплексі «Зала пам'яті», в щоденному ранковому церемоніалі 31 січня[5][6].